# Karusell
«Karusell» —en español: «Carrusel»— es una canción compuesta por Jolly Kramer-Johansen e interpretada en noruego por Kirsti Sparboe. Fue elegida para representar a Noruega en el Festival de la Canción de Eurovisión tras ganar el Melodi Grand Prix en 1965.

## Festival de Eurovisión

### Melodi Grand Prix 1965
El certamen noruego se celebró el 13 de febrero de 1965, presentado por Odd Grythe. La canción fue interpretada dos veces: primero con una orquesta pequeña y luego con una grande. En principio, Wenche Myhre iba a ser una de las cantantes de la canción, pero no pudo participar debido a problemas de salud, así que Sparboe tuvo que cantar dos veces. La votación se realizó por correo, y así la canción «Karusell» resultó ganadora con 9 886 puntos.

### Festival de la Canción de Eurovisión 1965
Esta canción fue la representación noruega en el Festival de Eurovisión 1965. La orquesta fue dirigida por Øivind Bergh.
La canción fue interpretada séptima en la noche del 20 de marzo de 1965, seguida por Bélgica con Lize Marke interpretando «Als het weer lente is» y precedida por Austria con Udo Jürgens interpretando «Sag ihr, ich lass sie grüßen». Al final de las votaciones, la canción había recibido 1 punto, quedando en 13º puesto de un total de 18.
Fue sucedida como representación noruega en el Festival de 1966 por Åse Kleveland con «Intet er nytt under solen».

## Letra
En la canción, Sparboe le dice a su madre que irá con dos amigos (Arne y Kjell) para montar en un carrusel. Intenta decidir con cuál de ellos debería montar primero, con Arne siendo descrito como «el más grande» y también siendo capaz de vencer a Kjell si tiraba de su trenza (irónicamente, Sparboe aparece en el Festival de Eurovisión con el pelo corto).
Habiendo hecho esa decisión, piensa inmediatamente sobre ello y decide finalmente montar todos juntos. Entonces Sparboe le dice a su madre que está enamorada de Kjell y que le llevará a casa. Se siente mal por Arne, quien tendrá que verlos juntos pero canta: «no permitiré que eso me moleste».